# Ascidia depressiuscula
Ascidia depressiuscula är en sjöpungsart som beskrevs av Heller 1878. Ascidia depressiuscula ingår i släktet Ascidia och familjen Ascidiidae. Inga underarter finns listade i Catalogue of Life.